# Levern Spencer
Levern Donaline Spencer (Castries, 23 giugno 1984) è un'altista santaluciana, primatista nazionale della specialità del salto in alto..

## Progressione

### Salto in alto
| Stagione | Misura | Luogo         | Data      | Rank. Mond. |
| -------- | ------ | ------------- | --------- | ----------- |
| 2018     | 1,96 m | Atene         | 13-6-2018 | 8ª          |
| 2017     | 1,92 m | Baie-Mahault  | 17-5-2017 | 23ª         |
| 2016     | 1,96 m | Saint-Denis   | 27-8-2016 | 14ª         |
| 2015     | 1,94 m | Toronto       | 22-7-2015 | 13ª         |
| 2015     | 1,94 m | Madrid        | 11-7-2015 | 13ª         |
| 2014     | 1,96 m | Athens        | 12-4-2014 | 13ª         |
| 2013     | 1,95 m | Morelia       | 5-7-2013  | 14ª         |
| 2012     | 1,91 m | Ratisbona     | 2-6-2012  | 41ª         |
| 2011     | 1,94 m | Hengelo       | 29-5-2011 | 21ª         |
| 2010     | 1,98 m | Athens        | 8-5-2010  | 7ª          |
| 2009     | 1,95 m | Saragozza     | 18-7-2009 | 12ª         |
| 2008     | 1,93 m | Athens        | 19-4-2008 | 29ª         |
| 2007     | 1,94 m | Osaka         | 31-8-2007 | 22ª         |
| 2006     | 1,90 m | Walnut        | 15-4-2006 | 47ª         |
| 2005     | 1,94 m | Nassau        | 10-7-2005 | 19ª         |
| 2004     | 1,88 m | St. George's  | 29-5-2004 | 68ª         |
| 2003     | 1,86 m | Port of Spain | 21-4-2003 | 97ª         |
| 2003     | 1,86 m | St. George's  | 28-3-2003 | 97ª         |
| 2002     | 1,83 m | Kingston      | 20-7-2002 |             |
| 2002     | 1,83 m | Kingston      | 19-7-2002 |             |
| 2001     | 1,84 m | St. George's  | 27-6-2001 |             |
| 2000     | 1,73 m | St. George's  | 23-4-2000 |             |

## Palmarès
| Anno | Manifestazione          | Sede                | Evento        | Risultato | Prestazione | Note                                                             |
| ---- | ----------------------- | ------------------- | ------------- | --------- | ----------- | ---------------------------------------------------------------- |
| 2001 | Mondiali U18            | Debrecen            | Salto in alto | Bronzo    | 1,81 m      | Miglior prestazione personale                                    |
| 2001 | Campionati CAC          | Città del Guatemala | Salto in alto | Oro       | 1,80 m      |                                                                  |
| 2002 | Mondiali U20            | Kingston            | Salto in alto | 8ª        | 1,83 m      | Miglior prestazione personale stagionale                         |
| 2002 | Giochi del Commonwealth | Manchester          | Salto in alto | 12ª       | 1,74 m      |                                                                  |
| 2003 | Giochi panamericani     | Santo Domingo       | Salto in alto | 5ª        | 1,83 m      |                                                                  |
| 2005 | Campionati CAC          | Nassau              | Salto in alto | Oro       | 1,94 m      | Record dei campionati · Record nazionale                         |
| 2005 | Mondiali                | Helsinki            | Salto in alto | 22ª (q)   | 1,84 m      |                                                                  |
| 2006 | Giochi del Commonwealth | Melbourne           | Salto in alto | 5ª        | 1,83 m      |                                                                  |
| 2006 | Giochi CAC              | Cartagena           | Salto in alto | Bronzo    | 1,88 m      |                                                                  |
| 2007 | Campionati NACAC        | San Salvador        | Salto in alto | Oro       | 1,89 m      |                                                                  |
| 2007 | Giochi panamericani     | Rio de Janeiro      | Salto in alto | Bronzo    | 1,87 m      |                                                                  |
| 2007 | Mondiali                | Osaka               | Salto in alto | 15ª       | 1,90 m      |                                                                  |
| 2008 | Campionati CAC          | Cali                | Salto in alto | Oro       | 1,91 m      |                                                                  |
| 2008 | Giochi olimpici         | Pechino             | Salto in alto | 24ª (q)   | 1,85 m      |                                                                  |
| 2009 | Campionati CAC          | L'Avana             | Salto in alto | Oro       | 1,91 m      |                                                                  |
| 2009 | Mondiali                | Berlino             | Salto in alto | 22ª (q)   | 1,89 m      |                                                                  |
| 2010 | Giochi CAC              | Mayagüez            | Salto in alto | Oro       | 1,94 m      |                                                                  |
| 2010 | Giochi del Commonwealth | Delhi               | Salto in alto | Bronzo    | 1,88 m      |                                                                  |
| 2011 | Campionati CAC          | Mayagüez            | Salto in alto | Oro       | 1,82 m      |                                                                  |
| 2011 | Mondiali                | Taegu               | Salto in alto | 12ª (q)   | 1,92 m      |                                                                  |
| 2011 | Giochi panamericani     | Guadalajara         | Salto in alto | 7ª        | 1,81 m      |                                                                  |
| 2012 | Mondiali indoor         | Istanbul            | Salto in alto | 15ª (q)   | 1,88 m      | Miglior prestazione personale stagionale                         |
| 2012 | Giochi olimpici         | Londra              | Salto in alto | 19ª (q)   | 1,90 m      |                                                                  |
| 2013 | Campionati CAC          | Morelia             | Salto in alto | Oro       | 1,95 m      | Record dei campionati · Miglior prestazione personale stagionale |
| 2013 | Mondiali                | Mosca               | Salto in alto | 10ª       | 1,89 m      |                                                                  |
| 2014 | Mondiali indoor         | Sopot               | Salto in alto | 7ª        | 1,94 m      |                                                                  |
| 2014 | Giochi del Commonwealth | Glasgow             | Salto in alto | Bronzo    | 1,92 m      |                                                                  |
| 2014 | Giochi CAC              | Veracruz            | Salto in alto | Oro       | 1,89 m      |                                                                  |
| 2015 | Giochi panamericani     | Toronto             | Salto in alto | Oro       | 1,94 m      | Miglior prestazione personale stagionale                         |
| 2015 | Campionati NACAC        | San José            | Salto in alto | Oro       | 1,91 m      | Record dei campionati                                            |
| 2015 | Mondiali                | Pechino             | Salto in alto | 12ª       | 1,88 m      |                                                                  |
| 2016 | Mondiali indoor         | Portland            | Salto in alto | 5ª        | 1,93 m      |                                                                  |
| 2016 | Giochi olimpici         | Rio de Janeiro      | Salto in alto | 6ª        | 1,93 m      |                                                                  |
| 2017 | Mondiali                | Londra              | Salto in alto | 13ª (q)   | 1,89 m      |                                                                  |
| 2018 | Mondiali indoor         | Birmingham          | Salto in alto | 10ª       | 1,84 m      |                                                                  |
| 2018 | Giochi del Commonwealth | Gold Coast          | Salto in alto | Oro       | 1,95 m      | Miglior prestazione personale stagionale                         |
| 2018 | Giochi CAC              | Barranquilla        | Salto in alto | Oro       | 1,90 m      |                                                                  |
| 2018 | Campionati NACAC        | Toronto             | Salto in alto | Oro       | 1,91 m      | Record dei campionati                                            |
| 2019 | Giochi panamericani     | Lima                | Salto in alto | Oro       | 1,87 m      |                                                                  |
| 2019 | Mondiali                | Doha                | Salto in alto | 13ª (q)   | 1,92 m      |                                                                  |
| 2021 | Giochi olimpici         | Tokyo               | Salto in alto | 22ª (q)   | 1,86 m      |                                                                  |

## Altre competizioni internazionali
2010
- Bronzo in Coppa continentale ( Spalato), salto in alto - 1,88 m

2014
- 5ª in Coppa continentale ( Marrakech), salto in alto - 1,87 m

2018
- Bronzo in Coppa continentale ( Ostrava), salto in alto - 1,93 m